# 키분파르크
키분파르크(독일어: Kybunpark)는 스위스 장크트갈렌에 위치한 축구 경기장이다. FC 장크트갈렌의 홈 구장으로 사용되고 있으며 수용 인원은 19,694명이다.
2005년 9월 14일에 19,694명을 수용할 수 있는 규모를 가진 새로운 경기장 공사가 시작되었으며 2008년 7월 5일에 정식 개장했다. 2008년 5월 30일에는 스위스 축구 국가대표팀이 이 곳에서 처음으로 리히텐슈타인과의 친선 경기를 치렀다. 18,000명이 해당 경기를 관전했으며 스위스는 리히텐슈타인에 3-0 승리를 기록했다.
2008년부터 2016년까지는 스위스의 건축 자재 공급 업체인 아르보니아 포르스터 그룹(Arbonia-Forster-Gruppe, AFG)이 경기장 스폰서를 맡았기 때문에 AFG 아레나(AFG Arena)라는 이름을 사용했다. 2012년 7월부터 2013년까지는 FC 빌의 임시 홈 구장으로 사용되었는데 이는 스위스 축구 리그 기준에 맞는 FC 빌의 새로운 홈 구장 건설이 진행되었기 때문이다. 2016년 7월에는 경기장 이름이 키분파르크로 변경되었다.

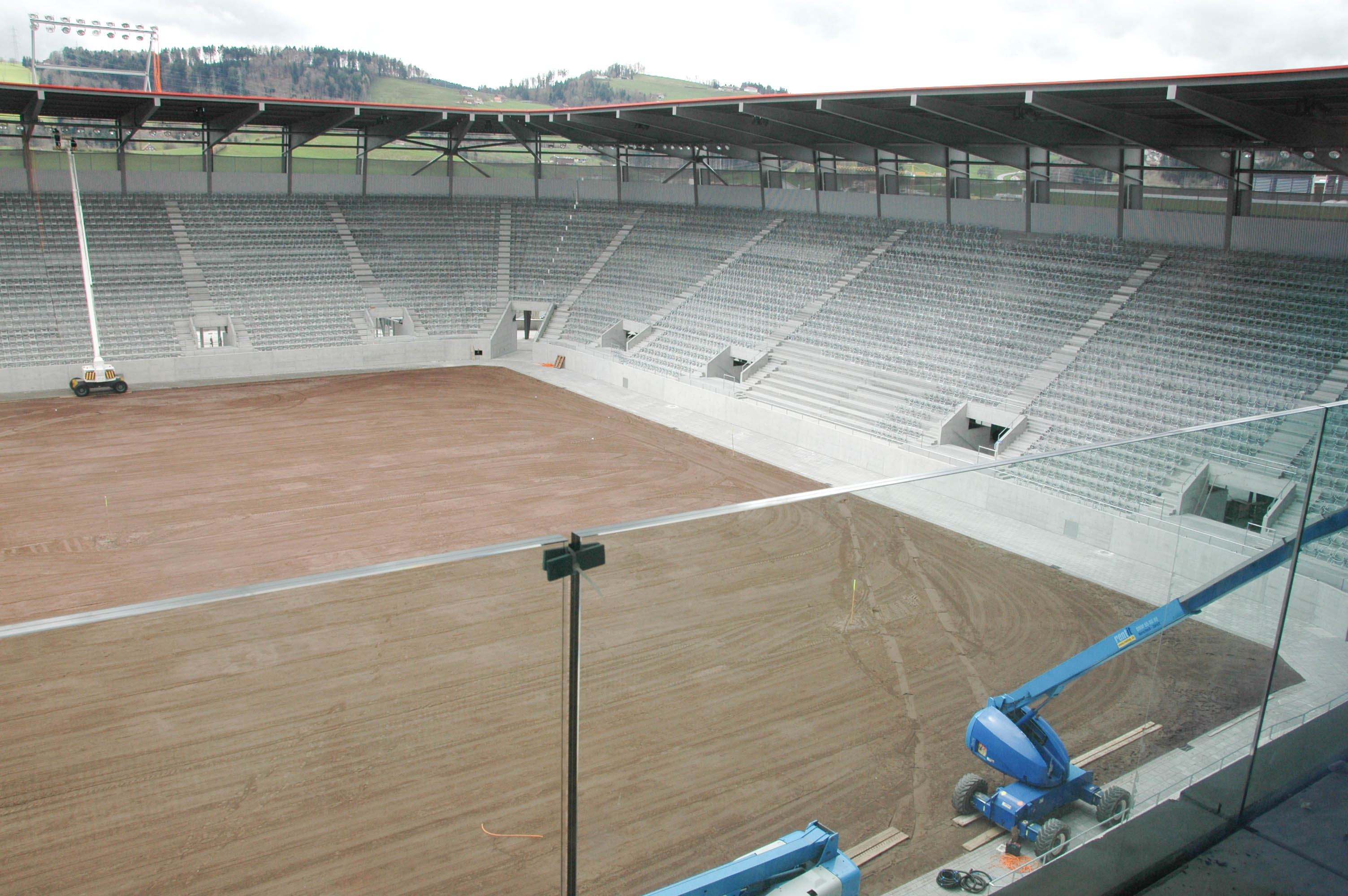
키분파르크의 공사가 진행되던 모습 (2008년 촬영)